# Grey Forest
Grey Forest är en ort i Bexar County i Texas. Vid 2010 års folkräkning hade Grey Forest 483 invånare.